# Olesa de Bonesvalls
Olesa de Bonesvalls è un comune spagnolo di 1 056 abitanti situato nella comunità autonoma della Catalogna.